# Xanthorhoe multifilaria
Xanthorhoe multifilaria är en fjärilsart som beskrevs av Walker 1863. Xanthorhoe multifilaria ingår i släktet Xanthorhoe och familjen mätare. Inga underarter finns listade i Catalogue of Life.